# Вольфгангзе
Во́льфгангзе (нем. Wolfgangsee [ˈvɔlfgaŋzeː]) или Санкт-Во́льфгангзе (нем. Sankt-Wolfgang-See [zaŋktˈvɔlfgaŋzeː]) или А́берзе (нем. Abersee [ˈaːbərzeː]) — озеро в Австрии, на границе федеральных земель Верхняя Австрия и Зальцбург. Озеро расположено в известном курортном регионе Зальцкаммергут, внесённом в список мирового наследия Юнеско.
Площадь озера — 13 км², длина — 11,5 км, ширина от 200 метров до 2 км, наибольшая глубина — 114 метров, высота над уровнем моря — 538 метров. Озеро вытянуто с северо-запада на юго-восток, сильно сужается в средней части у посёлка Санкт-Вольфганг. Западную часть озера Вольфгангзе иногда называют Аберзе.
Озеро имеет ледниковое происхождение. Со всех сторон оно окружено горами, с севера и северо-востока над озером нависает гора Шафберг (1783 метра); с юга проходит горная цепь Остерхорнгруппе, с запада рядом с посёлком Санкт-Гильген находится гора Цвольферхорн (1521 м). Среди многочисленных скалистых выступов, окаймляющих озеро, наиболее живописен Фалькенштейн, к западу от Санкт-Вольфганга.
Вода в Вольфгангзе кристально чистая, имеет красивый бирюзовый оттенок, в озере водится большое количество рыбы.
Из озера вытекает река Ишль, впадающая в Траун близ города Бад-Ишль.
На берегах озера расположено несколько посёлков: Санкт-Вольфганг на северном берегу, Санкт-Гильген на западном; Штробль — на восточном. Первая пароходная линия на Вольфгангзе открыта в 1874 году, сейчас навигацию по озеру осуществляет старинный колёсный пароход, переделанный в соответствии с современными экологическими нормами.
Вольфгангзе, как и весь регион Зальцкаммергут — одно из самых популярных туристических направлений Австрии.

## Галерея

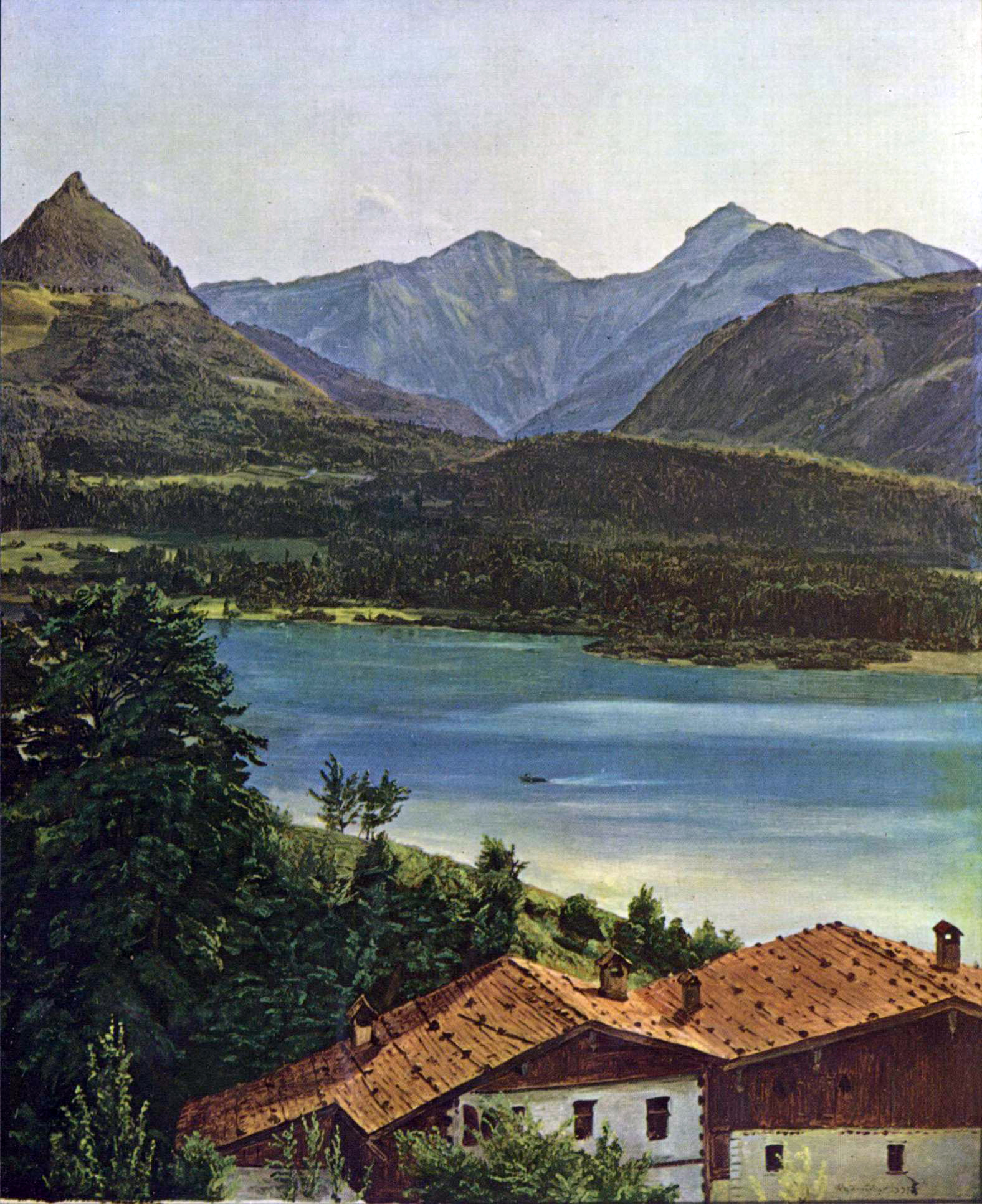
Ф. Г. Вальдмюллер. Вольфгангзе. 1835 г.
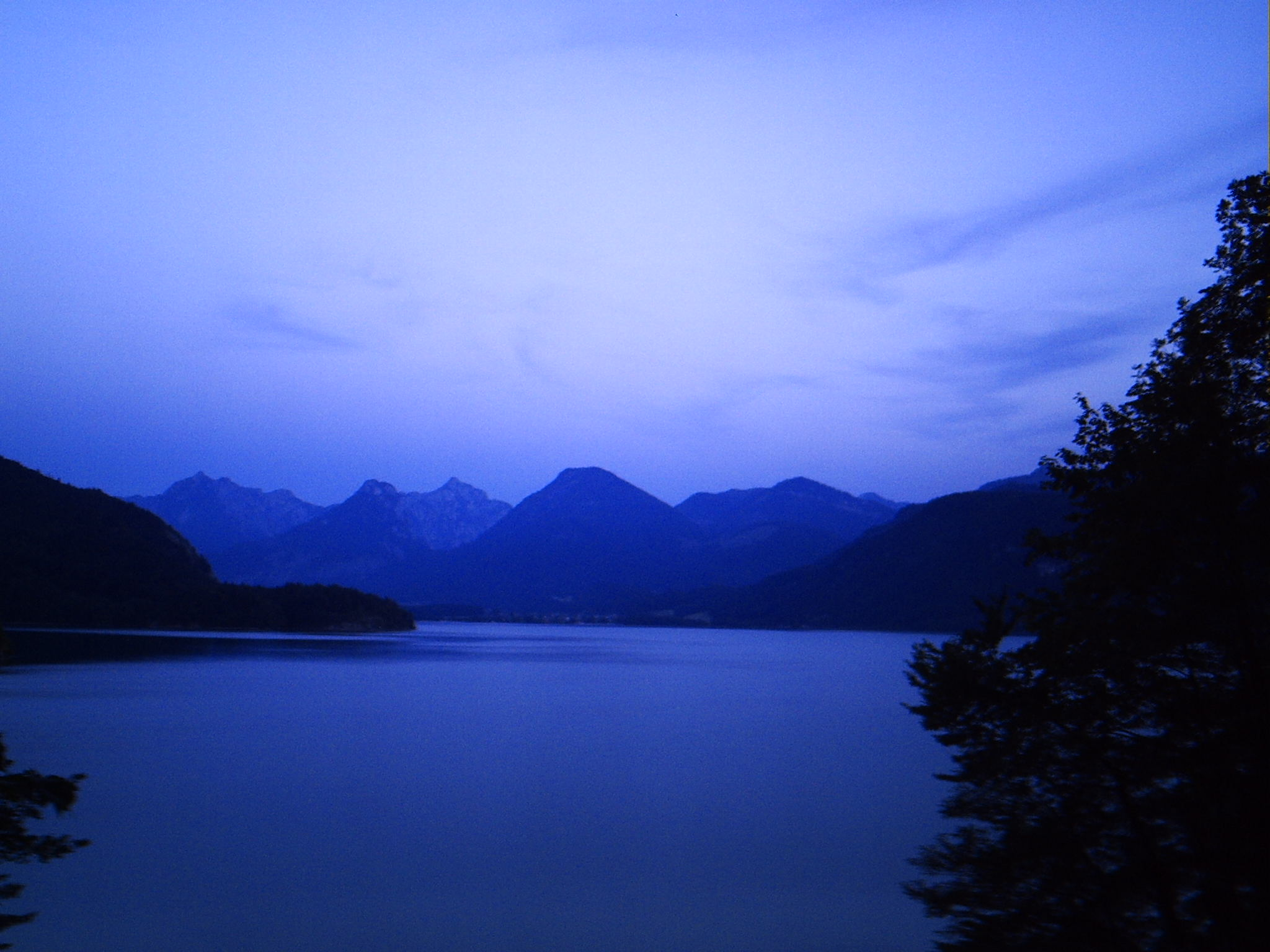
Вольфгангзе вечером.